# Pont du métro de Vuosaari
 (août 2023).
Le pont du métro de Vuosaari (en finnois : Vuosaaren metrosilta) est un pont  des quartiers de Vartiokylä et Vuosaari à Helsinki en Finlande.

## Description
Le pont du métro de Vuosaari fait partie de la ligne M1 du métro d'Helsinki. It traverse Vartiokylänlahti et relie la section du tunnel rocheux du métro commençant à Puotila avec la ligne de surface commençant à Rastila.
En décembre 2018, le pont Vuosaaren raittisilta pour la circulation douce, a été achevé entre le pont du métro de Vuosaari et le pont routier de Vuosaari.

Vues du pont
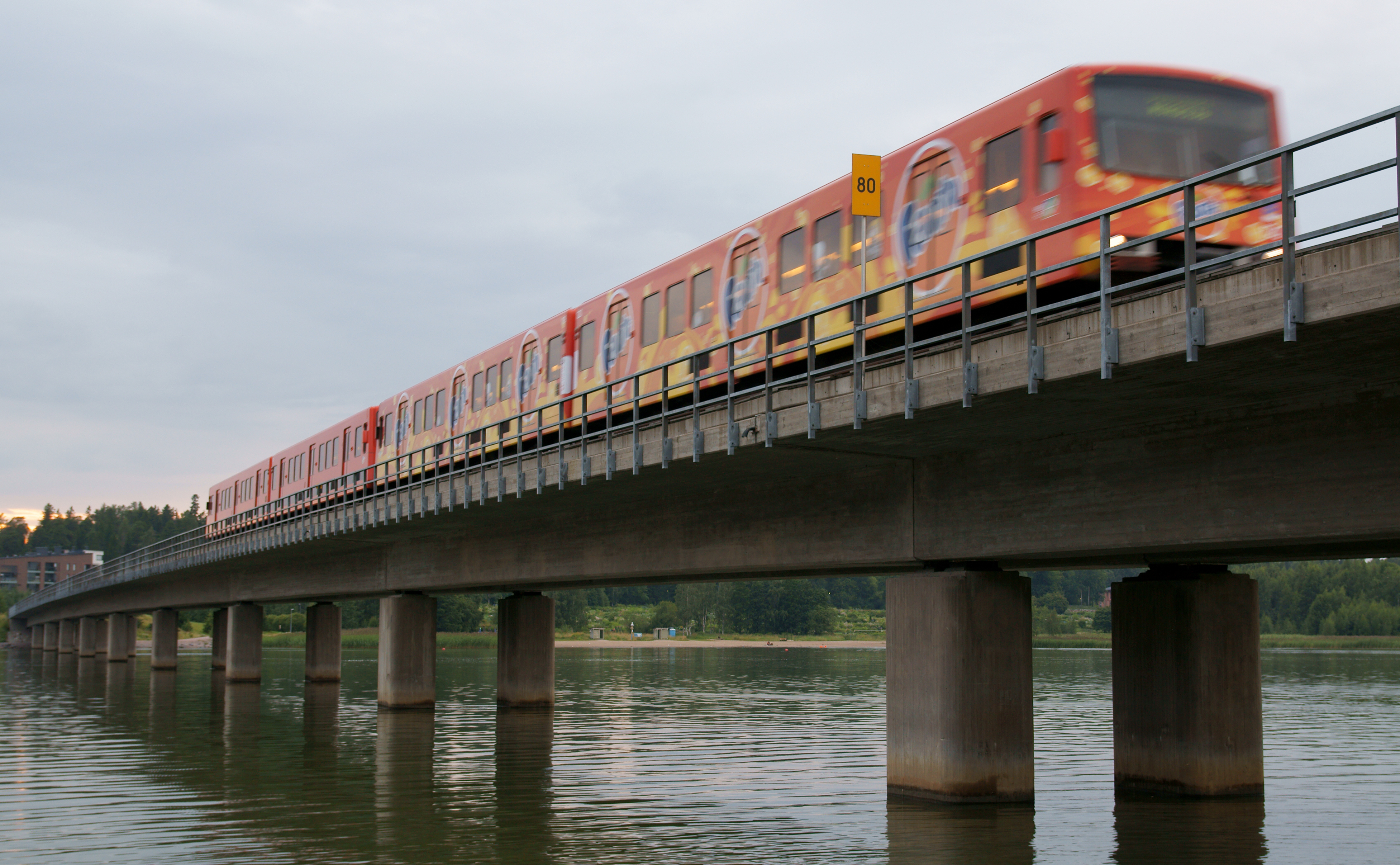
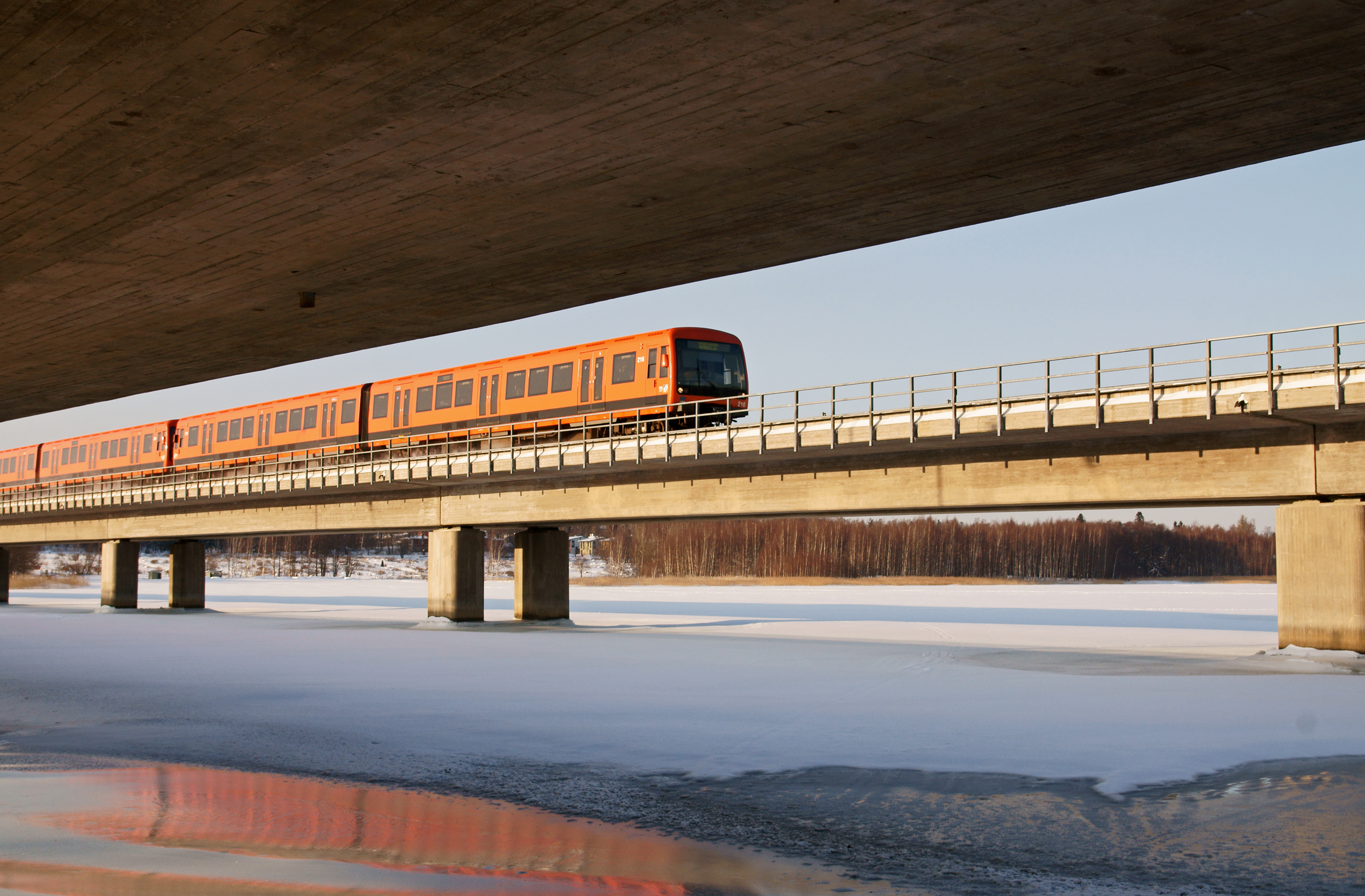
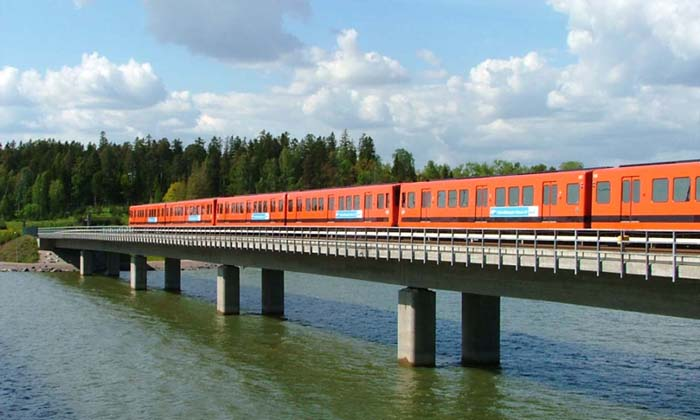

## Caractéristiques
Le pont mesure 10,5 mètres de large et 386 mètres de long, et c'est le deuxième plus long pont de la ligne de métro après le pont de métro de Junatie (481 m) et l'un des plus longs ponts ferroviaires de Finlande ; la superficie totale du tablier st de 3 960 mètres carrés ; la structure du pont du métro est un pont à poutres en béton armé à dix travées ; les poutres sont à travée unique ; la distribution de la portée est déterminée par le pont de Vuosaari situé à proximité, et la portée maximale est de 39 mètres ; et les supports au sol du pont sont soutenus par des pieux excavés de 1,5 mètre d'épaisseur sous le fond de Vartiokylänlahti, et les supports intermédiaires sont soutenus par des pieux tubulaires en acier remplis de béton d'environ 0,8 mètre d'épaisseur.